# بئاتا میکووایچیک
بئاتا میکووایچیک ((به لهستانی: Beata Mikołajczyk)؛ زادهٔ ۱۵ اکتبر ۱۹۸۵) قایقران کانو زن اهل لهستان است.
وی در مسابقات کشوری و بین‌المللی در مجموع برندهٔ ۶ مدال طلا، ۱۳ مدال نقره، ۹ مدال برنز شده‌است.